# Carlos Henrique Silva Oliveira
Carlos Henrique Silva Oliveira (* 13. August 1972 in Brasília) ist ein brasilianischer römisch-katholischer Geistlicher und Bischof von Tocantinópolis.

## Leben
Carlos Henrique Silva Oliveira studierte Philosophie und Theologie am Priesterseminar Nossa Senhora de Fátima in Brasília. Daneben belegte er Kurse im Fach Kanonisches Recht in Goiânia. Am 7. Dezember 2002 empfing er das Sakrament der Priesterweihe für das Erzbistum Brasília.
Nach der Priesterweihe war er in verschiedenen Gemeinden in der Pfarrseelsorge tätig. Daneben war er Koordinator der Diözesankommission für den Schutz Minderjähriger und schutzbedürftiger Personen, Bischofsvikar für die Sozialen Dienste und die Caritas sowie zeitweise für die Zentralregion des Erzbistums. Außerdem war er Richter am Kirchengericht und Mitglied des Priesterrates. Von 2007 bis 2010 war er als Fidei-Donum-Priester im Bistum Roraima tätig. Ab 2023 war er Pfarrer der Pfarrei Santo Cura D’Ars in Brasília.
Papst Franziskus ernannte ihn am 19. März 2024 zum Bischof von Tocantinópolis. Der Erzbischof von Brasília, Paulo Cezar Kardinal Costa, spendete ihm und dem zeitgleich ernannten Weihbischof in Brasília, Vicente de Paula Tavares, am 1. Mai desselben Jahres in der Kathedrale von Brasília die Bischofsweihe. Mitkonsekratoren waren der Erzbischof von São Salvador da Bahia, Sérgio Kardinal da Rocha, und der Bischof von Luziânia, Waldemar Passini Dalbello.